# Cyclopidae
Famille
Les Cyclopidae sont une famille de crustacés copépodes.
Une vingtaine d'espèces carnivores dont la taille atteint ou dépasse 1,5 mm sont utilisées comme agent de lutte biologique contre les larves de moustiques. Elles appartiennent aux genres Acanthocyclops,  Diacylops, Macrocyclops, Megacyclops, et Mesocyclops.
Cette méthode est utilisée dans de nombreux pays, notamment en Asie du Sud-Est, Pacifique et Amérique latine.

## Liste desgenres
- Acanthocyclops Kiefer, 1927
- Apocyclops Lindberg, 1942
- Bryocyclops Kiefer, 1927
- Cryptocyclops G. O. Sars, 1927
- Cyclops O. F. Müller, 1776
- Diacyclops Kiefer, 1927
- Ectocyclops Brady, 1904
- Eucyclops Claus, 1893
- Euryte Philippi, 1843
- Halicyclops Norman, 1903
- Homocyclops S. A. Forbes, 1897
- Itocyclops Reid et Ishida, 2000
- Macrocyclops Claus, 1893
- Megacyclops Kiefer, 1927
- Mesocyclops G. O. Sars, 1914
- Metacyclops Kiefer, 1927
- Microcyclops Claus, 1893
- Neutrocyclops Kiefer, 1936
- Orthocyclops S. A. Forbes, 1897
- Paracyclops Claus, 1893
- Rheocyclops Reid et Strayer, 1999
- Stolonicyclops Reid et Spooner, 1998
- Thermocyclops Kiefer, 1927
- Tropocyclops Kiefer, 1927